# HESX1
HESX1‏ (HESX homeobox 1) هوَ بروتين يُشَفر بواسطة جين HESX1 في الإنسان.